# Stanley Chera
Stanley Isaac Chera (Brooklyn, 22 de octubre de 1942 - Nueva York, 11 de abril de 2020) fue un promotor inmobiliario estadounidense y fundador de Crown Acquisitions.

## Primeros años
Chera nació en 1942 en Brooklyn de una familia judía siria. En 1947, su padre Isaac Chera abrió una tienda minorista llamada Young World en Brooklyn, Nueva York. La familia más tarde compró el edificio y convirtió a Young World en una cadena que compraba los edificios a medida que se expandían.

## Carrera
En la década de 1980, (entonces a cargo de la empresa familiar) comenzó a comprar bienes raíces en la ciudad de Nueva York al principio como socio minoritario y más tarde en la década de 2000 como desarrollador principal. Chera era conocido por desarrollar o "reposicionar" la parte minorista de sus edificios y luego vender la propiedad. 
En una empresa conjunta con The Carlyle Group y Charles Kushner, vendió la porción minorista de 666 Fifth Avenue en dos transacciones por más de $1 mil millones; y también la parte minorista del Hotel St. Regis en una empresa conjunta con Lloyd Goldman y Jeffrey Feil por $ 380 millones. En 2010, comenzó la restauración de The Knickerbocker Hotel en Manhattan. En 2012, Chera compró una participación del 49.9% en una cartera de la Quinta Avenida de cuatro edificios que incluía la Torre Olímpica por $1 mil millones de la Fundación de Beneficios Públicos Alexander S. Onassis.
En junio de 2013, compró 650 Madison Avenue por $1.3 mil millones en asociación con Highgate Holdings del Grupo Carlyle. Fue inversor en el One World Trade Center y acumuló muchas propiedades en Red Hook, Brooklyn. Crown también es un inversionista destacado (junto con Albert Laboz, Joseph Jemal y Eli Gindi) en el Fulton Mall en Brooklyn. Chera tenía una estrategia de inversión conservadora que no prestaba más del 25 al 35% del precio de compra dado que son tenedores de activos a largo plazo. En 2009, Crown tenía 15 millones de pies cuadrados de bienes raíces en la ciudad de Nueva York.

## Vida personal
Chera tuvo tres hijos: Isaac "Ike" Chera, Haim Chera y Richard Chera, todos activos en el negocio familiar. Chera era un líder en la comunidad judía sefardí de Brooklyn. Era socio y amigo de Donald Trump, y donó al Comité de Victoria de Trump.

#### Muerte
En marzo de 2020, fue hospitalizado durante la pandemia de COVID-19 en el Centro Médico Presbiteriano de Nueva York con síntomas de una enfermedad desconocida. Se confirmó que dio positivo por COVID-19 mientras vivía en su casa en Deal, Nueva Jersey. Entró en coma la semana siguiente y murió el 11 de abril de 2020. La enfermedad de Chera contribuyó a la decisión de Donald Trump de abandonar su llamado a aliviar las restricciones de bloqueo pandémico en los Estados Unidos antes de Pascua.